# 三木谷浩史
三木谷浩史（1965年3月11日—），生於日本兵庫縣神戶市，日本企業家，為樂天株式會社的創建者與執行長。他也是東北樂天金鷹隊會長與球團執行長、日本職業足球聯盟神戶勝利船隊執行長。

## 生平
1988年畢業於一橋大學，之後進入日本興業銀行（現為瑞穗實業銀行的一部份）工作。1991年進入哈佛大學商學院，1993年取得工商管理碩士（MBA）學位。
1995年，阪神大地震發生，其叔父叔母過世，家鄉處處斷椽殘壁，三木谷浩史受到很大震撼，因此開始想要創業。1997年創辦樂天株式會社。

## 家庭
三木谷浩史的父親為三木谷良一，神戶大學經濟學教授，是日本第一位傅爾布萊特訪美學者。其祖父毕业于一桥大学，后进入三菱商事。其母三木谷節子，在青年時曾留學美國。家中有三子女，其姐育子（婚後改姓松井），為大阪大學醫學博士，現為醫師。其兄三木谷研一，為東京大學農學院教授。
其妻三木谷晴子（婚前舊姓：下山），原服務於日本興業銀行。兩人於1991年結婚，生有一子一女。

## 政治倾向
三木谷浩史在2013年日本参议院大选中表示支持日本民主党的候选人铃木宽，并在该候选人的宣传网页中为其撰文。
由於日本就俄烏戰爭對俄羅斯實施制裁，俄羅斯外交部於2024年7月23日宣佈禁止13名日本人入境，三木谷浩史是其中1人。

## 荣誉

### 外国勋章奖章
- 荣誉军团骑士勋章（法国，2014年2月17日于巴黎外交部颁发[3]）
- 三等功绩勋章（乌克兰，2022年8月23日公布[4]）